# Wiltz
Wiltz (lussemburghese: Wolz) è un comune del Lussemburgo nord-occidentale avente lo status di città. È il capoluogo del cantone omonimo, nel distretto di Diekirch. La città è stata, verso la fine della Seconda guerra mondiale, uno dei campi di battaglia dell'offensiva delle Ardenne.
Nel 2005 la città di Wiltz contava una popolazione di 4 567 abitanti. L'altra località che fa capo al comune è Weidingen.

## Geografia fisica
La città si trova sulle sponde del fiume Wiltz.

## Storia
Una delle principali caratteristiche della città è un castello appartenuto ai Conti di Wiltz. Il castello, che occupa una superficie di 600 acri di prati e giardini, pari a circa 2,42 km², possiede centinaia di stanze. Venne completato nel 1727, ma l'ultimo conte morì nel 1793. Da allora ha assunto diverse funzioni: collegio femminile dal 1851 al 1950 e, successivamente, casa di riposo. Nei progetti delle istituzioni locali vi è la trasformazione della struttura in museo.
Durante la Seconda guerra mondiale, nel 1944, la zona di Wiltz fu al centro di intensi scontri fra gli Alleati e i nazisti. In precedenza, nel 1942, lo sciopero generale del Lussemburgo, che si espanse in tutta la nazione, rimasto nella memoria dei lussemburghesi come uno dei momenti più intensi della storia nazionale, iniziò proprio a Wiltz. Gli abitanti però, pagarono le conseguenze di questi eventi, per cui dopo la guerra Wilts venne chiamata la Città dei martiri. Per ricordare le vittime della repressione dopo lo sciopero generale del 1942, venne eretto un monumento che rappresenta un faro. Le origini di Wiltz, come del resto quelle di molte località lussemburghesi, si perdono nel lontano passato. Il borgo fu abitato dai Celti, dai Romani e dei Franchi. Al tempo dei Romani, si trovava sulla strada che conduce da Tongeren a Treviri, sulle rive del fiume Wiltz. Nessuno può dire oggi se la città è all'origine del nome di Wiltz, o se è il fiume che ha dato il nome al paese. Wiltz è un toponimo di origine celtica, il suo significato è: "nei pressi del torrente". Il primo documento che cita il nome del comune è datato 764.
I nobili Wiltz sono tra le più antiche famiglie del paese. Nel 1214 Amadeus Wiltz venne invitato al matrimonio di Ermesinda di Lussemburgo. Nel 1288 Walther Wiltz ha combattuto contro il duca di Brabante, nella battaglia di Worringen. I signori di Beaufort e Bereldange Meysembourg sono discendenti della nobile famiglia dei Wiltz. Parte della storia del comune compresa tra il XIII e il XV secolo è avvolta nel mistero, in quanto molti documenti vennero distrutti da un incendio avvenuto verso la fine del XV secolo. Nel 1240 Amadeus Wiltz ricevette la sua prima Lettera di libertà, rinnovata ai suoi eredi il 22 ottobre 1437 da re Godart IV. I signori di Wiltz divennero sempre più influenti, vivendo il loro miglior periodo nel XVII Secolo. Nel 1682 il conte di Wiltz aveva al suo servizio 64 nobili vassalli guadagnati attraverso i servizi e l'influenza ottenute presso i sovrani del loro tempo. Il titolo di barone venne assegnato alla famiglia Wiltz nel 1536. Nel 1629 John V venne nominato comandante della fortezza di Thionville e successivamente conte di Wiltz e fu il più popolare dei nobili Wiltz. Dal 23 maggio 1631, Giovanni VI di Wiltz iniziò a costruire un nuovo castello in stile rinascimentale. La Guerra dei Trent'anni, tuttavia, ritardò le opere di quasi un secolo. E fu così che il conte Carlo-Eugenio di Custino, marito di Marie Françoise Xavière d'Arnoult, completò il castello solo nel 1720. L'ultimo conte di Wiltz, Theodore Francis Paule Custine de Wiltz, lasciò la città nel 1793, in fuga dalle truppe repubblicane francesi. Morì a Bamberg il 26 ottobre 1799 e ivi fu sepolto.
La Rivoluzione francese ha portato dal 1789 nuove idee e paradigmi. La coscrizione forzata per l'esercito francese, la burocrazia, le deplorevoli condizioni di vita comportarono un profondo malcontento tra la popolazione. Tutto questo condusse alla rivolta del 1798, denominata "Klëppelkrich". Gli anni successivi furono segnati da guerre, trattati di pace,  cambiamenti politici, sommosse, epidemie e carestie. L'economia della città era ancora molto arretrata. Erano diffuse piccole imprese familiari e di artigiani. Nel corso del XIX secolo, l'esistenza della gente comune e dei contadini era quasi regolarmente devastata dalla carestia. L'ospedale di Wiltz svolse il ruolo di buon samaritano durante questi anni di sventura. I pazienti furono curati e ai poveri fu dato abbastanza da mangiare. Il primo ospedale chiamato "Siechenhaus" esisteva già nel 1508. Barone Jean IV fondò il secondo ospedale nel 1596, la cui sopravvivenza venne garantita dalle donazioni. Tale edificio è stato venduto all'asta e poi demolito nel 1820, mentre l'ufficio di beneficenza venne occupato dal poveri. Il Clinique Saint-Joseph fu poi inaugurato nel 1937. Ora ospita il reparto di geriatria, integrata nel nuovo ospedale, entrato in servizio nel 1977.
Nel corso del XX secolo la progressiva meccanizzazione dei posti di lavoro creò nuovi problemi. Comunque una città industriale come Wiltz era particolarmente sensibile, anche se il tasso di disoccupazione era sempre molto elevato e si mantenne elevato nel corso della prima guerra mondiale. Negli anni '20 vi fu un miglioramento, per cui quel periodo venne chiamato, "degli anni d'oro", poi la crisi degli anni '30 peggiorò la situazione per confluire nella grande catastrofe, non solo per Wiltz, ma per il mondo intero, in rapida successione.
La seconda guerra mondiale fu disastrosa per la città. Lo sciopero generale del 1942 in Lussemburgo ebbe inizio a Wiltz e coinvolse all'inizio 21 operai, 4 insegnanti e 2 dipendenti comunali. Allo sciopero fece seguito una dura repressione, per ricordare le vittime dopo la guerra venne eretto un monumento. Molti altri cittadini, negli anni successivi, furono vittime di questa guerra. Alla fine, dei 4 000 abitanti, 91 persone, appartenenti a 27 famiglie, erano state deportate, 15 morirono nei campi di concentramento, 164 giovani furono arruolati nella Wehrmacht, mentre nel dopo guerra si contarono 42 morti, 15 dispersi e 21 invalidi. Durante l'offensiva delle Ardenne, nel paese vennero uccise altre 50 persone e distrutte o danneggiate l'80% delle case. A causa di questi eventi, nel dopoguerra, Wiltz venne chiamata Città dei Martiri. Sia il Santuario di Nostra Signora di Fátima situato nella località "Op Bässent", che il relativo Monumento Nazionale, testimoniano i fatti di quei tempi terribili.

## Monumenti e luoghi d'interesse
- Castello di Wiltz
- Municipio di Wiltz

## Cultura

### Eventi
È una città importante per il movimento scout internazionale. Sono presenti, sia molti campi scout, che edifici dedicati ad essi, sia nella città, che nei dintorni. A Wiltz è presente l'"International Scouting One Penny Monument", dedicato a Robert Baden-Powell.
Ogni anno nella città viene organizzato il Festival di Wiltz, una rassegna dedicata alla musica e alle performance artistiche.
Nei pressi della città, su una collina che la domina, sorge il Santuario della Madonna di Fátima, presso il quale, ogni anno, viene effettuato un pellegrinaggio, nel giorno dell'Ascensione. In particolare il luogo sacro attrae molti portoghesi che abitano in Lussemburgo.
Wiltz ha un centro abbastanza tranquillo. Alla sera, in un luogo all'aperto si svolgono spettacoli musicali. A circa 20 chilometri dalla città si trova inoltre un ampio parco acquatico. Un carro armato della Seconda guerra mondiale si trova nella piazza principale.

## Sport

### Calcio
La squadra principale della città è il Wiltz 71.